# Kenneth Bailey (Biochemiker)
Kenneth Bailey (* 18. August 1909 in Alsagers Bank bei Stoke-on-Trent; † 22. Mai 1963 in Cambridge) war ein britischer Biochemiker (Proteinchemie).
Bailey studierte ab 1928 Chemie an der University of Birmingham, wandte sich dort unter R. H. Hopkin der Biochemie zu, und war ab 1933 am Imperial College London. 1935 wurde er mit einem Rockefeller-Stipendium Mitglied der Forschungsgruppe von William Astbury, mit dem er sich befreundete, und 1939 war er bei Edwin Joseph Cohn an der Harvard University. Ab Ende 1939 forschte er in Cambridge, teilweise als ICI-Stipendiat, und 1948 wurde er Fellow des Trinity College und Assistant Director of Research. 1955 war er zu einem Sabbatjahr an der Zoologischen Station Neapel.
Er untersuchte die Funktion von Myosin im Muskel und fand 1939, dass dieses eine ATPase ist (unabhängig kamen Wladimir Alexandrowitsch Engelhardt mit seiner Frau Militza Ljubimowa in der Sowjetunion um diese Zeit zu demselben Resultat).
1946 isolierte er Tropomyosin und stellte es kristallin dar. 1951/52 zeigte er, dass der Übergang von Fibrinogen zu Fibrin durch das Enzym Thrombin verursacht wird.
Ab 1943 war er Mitherausgeber des Biochemical Journal und 1949 der Advances in Protein Chemistry. 1953 wurde er Fellow der Royal Society.

## Schriften
- Herausgeber mit Hans Neurath: The Proteins, II, Part A, Academic Press 1954.